# Saint-M'Hervon
Saint-M'Hervon är en kommun i departementet Ille-et-Vilaine i regionen Bretagne i nordvästra Frankrike. Kommunen ligger i kantonen Montauban-de-Bretagne som tillhör arrondissementet Rennes. År 2018 hade Saint-M'Hervon 634 invånare.

## Befolkningsutveckling
Antalet invånare i kommunen Saint-M'Hervon
Referens:INSEE